# 下関駅放火事件
下関駅放火事件（しものせきえき ほうかじけん）は、2006年（平成18年）1月7日に西日本旅客鉄道（JR西日本）の下関駅東口駅舎などが放火により全焼した事件である。

## 概要
2006年（平成18年）1月7日午前1時50分ごろ、下関駅構内のプレハブ倉庫から出火、駅舎に延焼し、木造平屋建ての駅舎東口が全焼。同建物（1942年建築）は特徴的な三角屋根を持ち、下関市のシンボル的な存在だった。また下関乗務員センターや出火元の倉庫も全焼、焼失面積は延べ約4,000平方メートルに及んだ。人的被害はなく、高架上にあるホームや線路、架線にも被害はなかった。
同日、現場近くにいた当時74歳の無職の男性Fが、放火の容疑で下関警察署に逮捕された。男性は当事件から5年前の2001年（平成13年）4月にも北九州市小倉北区で放火未遂事件を起こし逮捕されており、前月12月に福岡刑務所を出たばかりだった。男性は過去10回にわたって服役を繰り返してきた知的障害者、いわゆる「累犯障害者」であった。出所した8日後に本事件を起こした。
男性は身寄りがなく、出所後も警察に保護されるなどしていた。仕事や住む場所もないまま行くあてもなくさまよっていたが、放火事件の前日、ついに手持ちの金銭が底をついたことから、逮捕・勾留されるために、福岡県北九州市内で万引きして自ら申し出、小倉北警察署に連れて行かれた。事情聴取を受けたものの逮捕・勾留には至らず、留置場に入ることはできなかった。福岡県警察は、区役所の窓口で生活保護の相談を勧めた。
男性は北九州市の小倉北区役所に生活保護を申請しに行き、「刑務所から出てきたばかりで住むところがない」と言うと「住所がないと駄目だ」と相手にされず、そこで下関駅行きの切符を一枚と、山口県の下関市役所までの路線バス運賃190円を渡された（切符やバス代がもらえる仕組みは行旅人の記事を参照）。男性は電車で下関駅まで行って夜まで駅で過ごしていたが、駅の営業時間終了により、山口県警察から駅の外に退去するように言われ、居場所を確保できなかった。犯行の動機は「刑務所に戻りたかったから」と述べた。1月27日、山口地方検察庁は男性を山口地裁下関支部に起訴した。
2008年（平成20年）3月26日、山口地裁で判決が言い渡され、山本恵三裁判長は「本件による駅の被害額が5億円にも上り、列車運行に大変な支障を来たした罪は重い」としつつも「軽度の知的障害で、高齢でありながら、出所後、格別の支援を受けることもなく、社会に適応できなかったことは、酌むべき事情」として、山口地方検察庁が論告求刑で請求した放火の罪で懲役18年の求刑に対して、男性に懲役10年の実刑判決を言い渡した。山口地方検察庁や被告が控訴しなかったため、一審が確定判決となった。

## 列車運行への影響
配電盤の焼失で列車無線に影響が出たため、1月7日は山陽本線の小月 - 門司間（この日に限り門司駅ではなく門司港駅にバスは発着した）、山陰本線の長門市- 下関間で終日運行を見合わせ、287本の列車が運休。8日は山陽本線の下関 - 新山口間と、山陰本線の下関- 長門市間で間引き運転が行われ、112本の列車が運休した。両日とも一部区間においてバスによる代行輸送が行われた。9日には通常ダイヤに戻った。
1月7日に下関駅を経由する下り寝台特急のうち、なはとあかつきは厚狭駅、はやぶさと富士は徳山駅でそれぞれ運転打ち切りとなった。
1月8日発の下関駅を経由する上り下りの寝台特急は、全列車運休となった。
下関駅は、事件後しばらくの間は西口と北口のみを使用。1月19日に東口が仮復旧した。仮復旧時には駅舎跡地をフェンスで囲んで通路のみが残されていたが、その後通路北側にプレハブの駅舎を建設、旧駅舎にあった下関市役所サテライトオフィスやATMが入居し、暫定的に復旧した。

## 火災拡大の原因
東口の駅舎は高い三角屋根と、吹き抜けになったコンコースを持つなど、火災旋風が起きやすい構造だったにもかかわらず、耐火構造になっていなかった。この日の下関市は冬型の気圧配置が続き、時折雪を伴った北西からの強風が吹いており、気象台からは風雪注意報が発表されていた。また、スプリンクラー設備も、消防法で設置が義務付けられる基準に達していなかったため、駅舎に備え付けられていなかった。こうした要因が複合して、延焼が拡大したと指摘されている。

## 事件の余波・対応
事件後の1月11日、JR西日本は管内にある他の駅の出火対策を強化する意向を表明。特に木造駅舎の防火設備の設置状況が適正かどうか精査するとした。
駅舎の建て替えをめぐっては、既に2004年より、下関市とJR西日本、民間金融機関が協議会を設置、具体的な建て替え案の策定作業に入っており、2005年度末には新駅ビル建設を含む建て替えの基本コンセプトを公表している。事件を受け、下関市やJR西日本などでは建て替えスケジュールの前倒しを行い、2009年からの5年計画で駅舎再築に着手、2014年3月に新しい駅舎が完成した。
この放火事件がひとつのきっかけになり、障害を持つ受刑者や再犯率が7割を超えている高齢受刑者への対策、及びこれら受刑者の出所後の更生保護のあり方の再構築、法務省・厚生労働省による司法と福祉の連携が課題として認識され、2007年度から刑務所施設内で社会福祉士の採用が始まった。2009年度には刑務所や少年院を出る人への福祉的支援や住居確保を行う「地域生活定着支援センター」の事業が開始された。

## 事件後
事件後、下関駅に保存されてきた「振鈴」が一時行方不明になった。振鈴とは列車の発車時刻を知らせたハンドベルで、下関駅では明治時代から大正時代にかけ使用されていた。振鈴は1月10日になって、駅長室の焼け跡から発見された。木箱や柄の部分は焼失したが、鐘本体に異状はなく音色はそのままの状態に残されており、焼けた部分は三角屋根の焼け残った柱の一部を切り出して加工・修復し、事件の資料として下関駅にて保管されている。
2006年、山本譲司が自著で本事件と犯人に言及し、高齢受刑者や累犯障害者の問題を取り上げた。以後こうした問題や刑務所の様子がマスコミなどで報道されるようになった。
男性は2016年（平成28年）6月2日に福岡刑務所を仮釈放、同年8月3日に刑期満了となった。仮釈放した際には、福岡県北九州市のNPO法人「抱樸」の理事長である奥田知志と職員ら支援者が男性を出迎えに行った。男性は計11回、50年以上服役し、社会にいた年月のほうが短く、また過去10回の出所時には、誰かが迎えに出ていたことはなかった。
出所後は抱樸の施設で暮らし、また奥田・職員らとともにテレビ朝日のドキュメンタリー番組『テレメンタリー2017』による7ヶ月間の取材を受け、2017年1月22日、更生しようとする元受刑者の日常や、抱樸による支援の様子が放送された。また元受刑者は同年3月、東京社会福祉士会主催のシンポジウムに理事長の奥田とともに出席・登壇・発言したほか、同年4月18日放送『NHKニュースおはよう日本』内のコーナー「けさのクローズアップ」でもこの元受刑者が取り上げられ、奥田とともに取材を受けている。